# Hellnoir
Hellnoir  è la miniserie ideata da Pasquale Ruju e Giovanni Freghieri per la Sergio Bonelli Editore, composta da quattro numeri pubblicati tra ottobre 2015 e gennaio 2016.

## Trama
La storia è ambientata a Hellnoir, città di umani reincarnati, molti di essi vere e proprie canaglie, e governata dai Daem, una casta di demoni corrotti al contatto con gli stessi umani.
In questa città è teoricamente possibile vivere in eterno, se non fosse per la violenza su cui è strutturata la società, che dà modo agli abitanti di venire uccisi abbastanza facilmente.

## Elenco degli albi
Tutte le storie sono state scritte da Pasquale Ruju e disegnate da Giovanni Freghieri; le copertine sono di Davide Furnò.
| Nr. | Titolo                         | Mese di pubblicazione |
| --- | ------------------------------ | --------------------- |
| 1   | Una città per cui morire       | ottobre 2015          |
| 2   | Cherchez la femme              | novembre 2015         |
| 3   | L'abisso guarderà dentro di te | dicembre 2015         |
| 4   | Stirpe maledetta               | gennaio 2016          |